# Otto Binswanger
Otto Binswanger (Münsterlingen, Svájc, 1852. október 14. – Kreuzlingen, Svájc 1929. július 15.) svájci pszichiáter és neurológus. Híres orvosi családból származott: édesapja alapította a kreuzlingeni szanatóriumot; unokaöccse, Ludwig Binswanger a fenomenológiai pszichológia neves alakja volt.

## Életútja
Orvosi tanulmányokat Heidelbergben, Strasbourgban és Zürichben folytatott, 1877-ben doktorált, ezután Theodor Meynert (1833–1892) asszisztense lett Bécsben. Később Göttingenben dolgozott a pszichiátriai klinikán Ludwig Meyer (1827–1900) keze alatt, majd a breslaui patológiai intézetben vállalt állást. 1880-ban főorvossá nevezték ki a berlini Charité Kórház Pszichiátriai és Neurológiai osztályán Karl Friedrich Otto Westphal (1833–1890) vezetése alatt. 1882-től 1919-ig a Jénai Egyetem pszichológia professzora és a pszichiátriai klinika igazgatója volt. Jénában számos fiatal neurológussal dolgozott együtt, köztük Theodor Ziehennel (1862–1950), Oskar Vogttal (1870–1959), Korbinian Brodmann-nal (1868–1918) és Hans Bergerrel (1873–1941). Az egyetem rektori címét 1911-ben nyerte el.
Több mint 100 tudományos közleményt publikált, elsősorban az epilepsziával, a neuraszténiával és a hisztériával kapcsolatban. Az epilepsziáról írt 1899-ben megjelent tankönyve irányadóvá vált a szakmában.
Kórszövettani területen végzett kutatásával a progresszív paralízis és az organikus agyi betegségek más típusai közötti hasonlóságokat és különbségeket próbálta feltárni. Ernst Siemerling (1857–1931) neurológus „Lehrbuch der Psychiatrie” című 1904-ben megjelent nagy hatású tankönyvének társszerzője volt.
1894-ben körülírta az általa „encephalitis subcorticalis chronica progressiva”-nak elnevezett betegséget, amelyet később „Binswanger-betegség”-nek is neveztek. Ez a kór a subcorticalis demencia egyik képviselője, emlékezetvesztéssel és a szellemi képességek hanyatlásával jár.
Otto Binswanger kezelte a német filozófus Friedrich Nietzschét és Hans Fallada, valamint Johannes Robert Becher írókat is.

## Kötetei magyar közkönyvtárakban
Német nyelven és osztrák vagy német kiadásban fontosabb kötetei hozzáférhetők magyar közkönyvtárainkban, köztük:
- Die Epilepsie. (Wien, 1899.)
- Über den moralischen Schwachsinn, mit besonderer Berücksichtigung der kindlichen Alterstufe. (Berlin, 1905.)
- Lehrbuch der Psychiatrie / bearb. von A. Cramer[et al.] ; hrsg. von O. Binswanger, E. Siemerling. (2. vermehrte Aufl. Jena, 1907.)

## Fordítás
- Ez a szócikk részben vagy egészben a Otto Binswanger című angol Wikipédia-szócikk fordításán alapul.  Az eredeti cikk szerkesztőit annak laptörténete sorolja fel. Ez a jelzés csupán a megfogalmazás eredetét és a szerzői jogokat jelzi, nem szolgál a cikkben szereplő információk forrásmegjelöléseként.